# ATP Nizza 1984
L'ATP Nizza 1984 è stato un torneo di tennis giocato sulla terra rossa. È stata la 13ª edizione del torneo, che fa parte del Volvo Grand Prix 1984. Si è giocato a Nizza in Francia dal 9 al 15 aprile 1984.

## Campioni

### Singolare maschile
Andrés Gómez ha battuto in finale  Henrik Sundström con il punteggio di 6–1, 6–4

### Doppio maschile
Jan Gunnarsson /  Michael Mortensen hanno battuto in finale  Hans Gildemeister /  Andrés Gómez con il punteggio di 6–1, 7–5